# Домартен ле Кок
Домартен ле Кок (фр. Dommartin-le-Coq) насеље је и општина у североисточној Француској у региону Шампањ-Арден, у департману Об која припада префектури Троа.
По подацима из 2011. године у општини је живело 62 становника, а густина насељености је износила 9,78 становника/km². Општина се простире на површини од 6,34 km². Налази се на средњој надморској висини од 103 метара.

## Демографија
| 1962. | 1968. | 1975. | 1982. | 1990. | 1999. | 2011. |
| ----- | ----- | ----- | ----- | ----- | ----- | ----- |
| 74    | 88    | 71    | 65    | 71    | 60    | 62    |

График промене броја становника у току последњих година